# سيباء بنت النجم الهلالية
سَيْبَاءُ بِنْتُ النَّجْمِ الْهِلالِيَّةُ, ( ؟ - ؟ هـ / ؟ - ؟ م), شاعِرة عربية قديمة. مولدها ومعاشها ووفاتها كانت في دمشق.

## ما جاء عنها
أُورد لها الإمام ابن عساكر ترجمةً في كِتابه تاريخ دمشق قال فيها أنّ إحدى شاعِرات قبيلة عنس القحطانيَّة قُتِل لها ابن في مدينة داريا على يد رجل من قبيلة بني عامر بن صعصعة فَذمَّت أُمّه قبيلة بني عامر وحرضت القحطانيون على الانتقام مِن بني عامر والقبائل القيسية كلها عند ذلك ردت عليها سيباء في قصيدة هِجاء:

```
نسخة محفوظة
 13 ديسمبر 2014 على موقع 
واي باك مشين
.
 </ref>}}
```